# Hajduk Veljkova (Novi Sad)
Hajduk Veljkova (srbsky Хајдук Вељкова) je ulice v hlavním městě srbské autonomní oblasti Vojvodina, Novi Sad. Nachází se v západní části města, v blízkosti Novosadského výstaviště. Je dlouhá cca 1 km a spojuje místní část Detelinara s ulicí Futoška.

## Název
Ulice je pojmenována po Hajdukovi Veljkovi.

## Historie
Ulice vznikla během období rozvoje a plánování města v první polovině 20. století, mezi dvěma světovými válkami. Za druhé světové války se jmenovala Nemocniční ulice (maďarsky Körház utca). Svůj současný název získala po skončení konfliktu. V její blízkosti se nacházelo výstaviště a zahrady; zahrady byly později zrušeny a nahrazeny parkovištěm a okolí zastavěno nakonec městskými domy. I v 3. dekádě 21. století je zde čilý stavební ruch a prostory v blízkosti novosadského výstaviště, které jsou ve své podstatě brownfield, jsou nahrazovány výškovou zástavbou.

## Doprava
Jedná se o rušnou čtyřproudou komunikaci, která slouží mimo jiné i pro potřeby městské hromadné dopravy. 

## Významné objekty
- Novosadské výstaviště
- Sportovní centrum "Sajmište"
- Lékařská fakulta Novosadské univerzity
- Hotel Park
- Klinické centrum Vojvodiny
- Futožský park